# Castello di Casalmoro
Il castello di Casalmoro, noto oggi anche come "Corte Castello" o "Cascina Castello", è uno storico edificio situato alla periferia di Casalmoro, in provincia di Mantova.

## Storia e descrizione
Il complesso, del quale rimane testimonianza nella toponomastica (via Castello) del paese, nei secoli riadattato a cascina agricola, presenta un corpo centrale risalente alla prima metà del Trecento e alcuni edifici annessi, di epoca successiva. Fu inizialmente edificato come rocca di difesa probabilmente da Francesco I Gonzaga, al tempo in cui i Visconti occuparono Casalmoro. A protezione della rocca venne scavato un fossato, alimentato dalla Fossa Regia. Nel 1380 l'edificio venne venduto ai Visconti per 30.000 ducati, passando nel 1389 ancora ai Gonzaga con l’intera "Quadra di Asola". Nel 1405 la rocca fu venduta ai Malatesta.
Nel 1419 Casalmoro divenne di proprietà del duca di Milano Filippo Maria Visconti, conquistato con l'intera "Quadra Asolana" da Francesco Bussone detto "il Carmagnola": il 7 settembre dello stesso anno il popolo firmò un atto di dedizione ai signori di Milano.
Il futuro marchese di Mantova Gianfrancesco Gonzaga fece costruire, a spese della comunità, il castello accanto alla rocca preesistente a difesa dei suoi sudditi in caso di un attacco e per sua residenza da caccia. Nel 1429 il doge Francesco Foscari inserì Casalismaurum nella "Quadra bresciana" di Asola. Nel 1438 un trattato di pace tra i Visconti e i Gonzaga, al tempo alleati con Venezia, assegnò definitivamente il territorio di Casalmoro ai marchesi di Mantova.. Nello stesso anno fu ospite del castello il capitano Gattamelata, coi suoi uomini al servizio della Serenissima. Casalmoro il 10 agosto 1482 passò nuovamente ai Gonzaga.
Si ha notizia del possesso del castello già dal 1541 da parte di Alfonso Gonzaga, secondo marchese di Castel Goffredo.

## Corte Castello

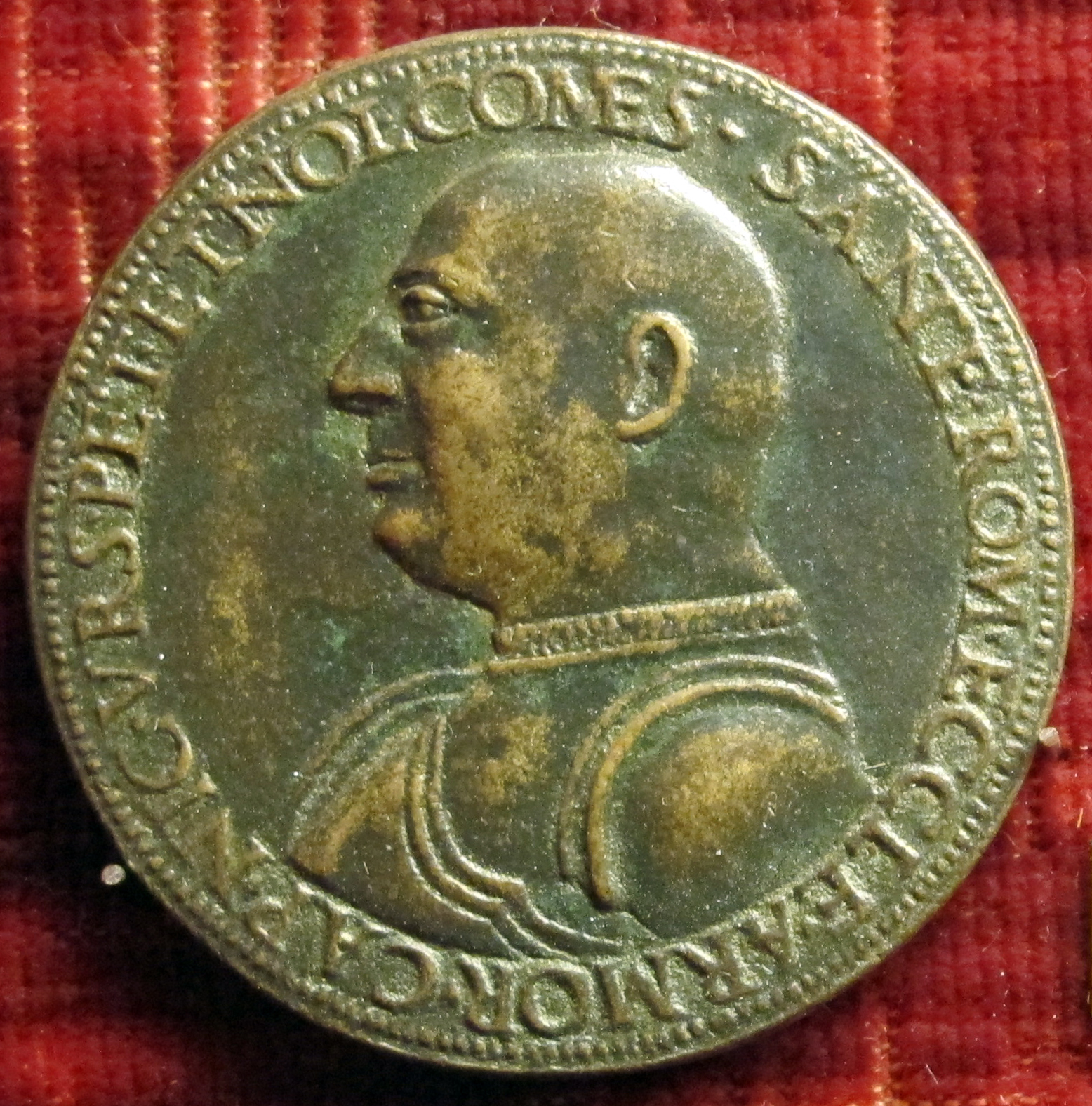
Caradosso, medaglia di Niccolò Orsini, recto.

Dal 2011 "Corte Castello" è stata oggetto di un'importante opera di restauro, conclusasi con l'inaugurazione nella primavera 2018.
Nella facciata del fabbricato, databile alla seconda metà del XV secolo e con tracce di affresco, si ravviserebbe la mano del noto architetto fiorentino Luca Fancelli, al servizio del marchese di Mantova Ludovico III Gonzaga, anche se priva di prove documentali.
I recenti ed approfonditi studi che hanno accompagnato il restauro dell'edificio, hanno evidenziato che il castello era già di proprietà dei monaci benedettini di Serle (Bs) a partire dalla metà dell'XI secolo ma che il manufatto oggi esistente non risulta essere il superstite "castello di Casalmoro", anche se, da evidenze cartografiche storiche presenti nell'archivio di Stato di Mantova, l'impronta della costruzione militare è rimasta, testimoniata dal fatto che la Corte, nel XVII secolo, occupava la parte sud ovest della zona castellana.
Al primo piano dell'edificio, durante il restauro, sono anche venute alla luce nel solaio 42 tavolette ornamentali dipinte degli inizi del Cinquecento recanti, tra le altre, lo stemma e le imprese del celebre capitano generale della Serenissima Niccolò Orsini (1442-1510). "Corte Castello" appartenne dunque al conte di Pitigliano, che già deteneva terreni in Asola e Ghedi, e fu forse la residenza nella quale viveva con la moglie Guglielmina e con i figli.

## Galleria d'immagini

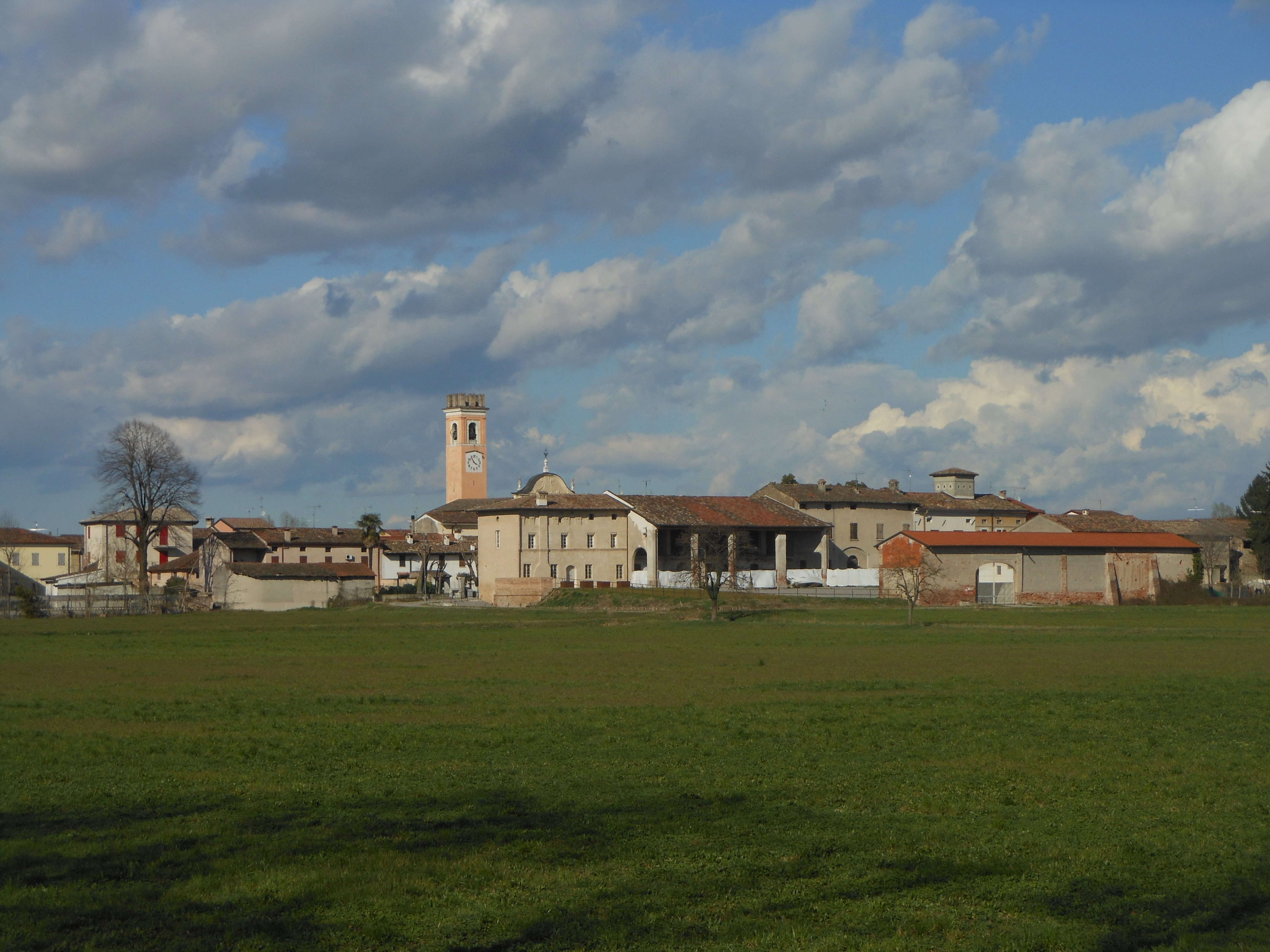
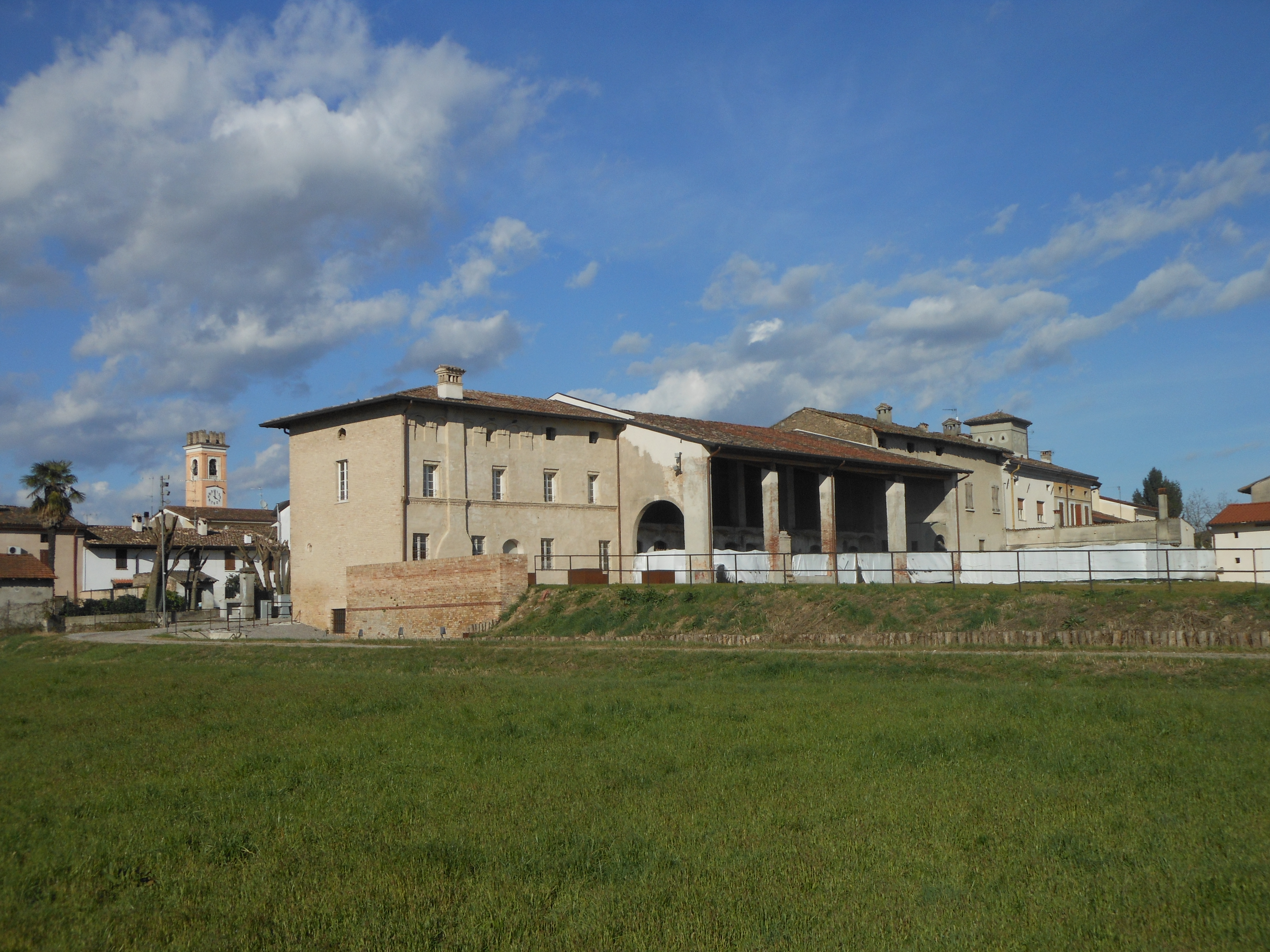
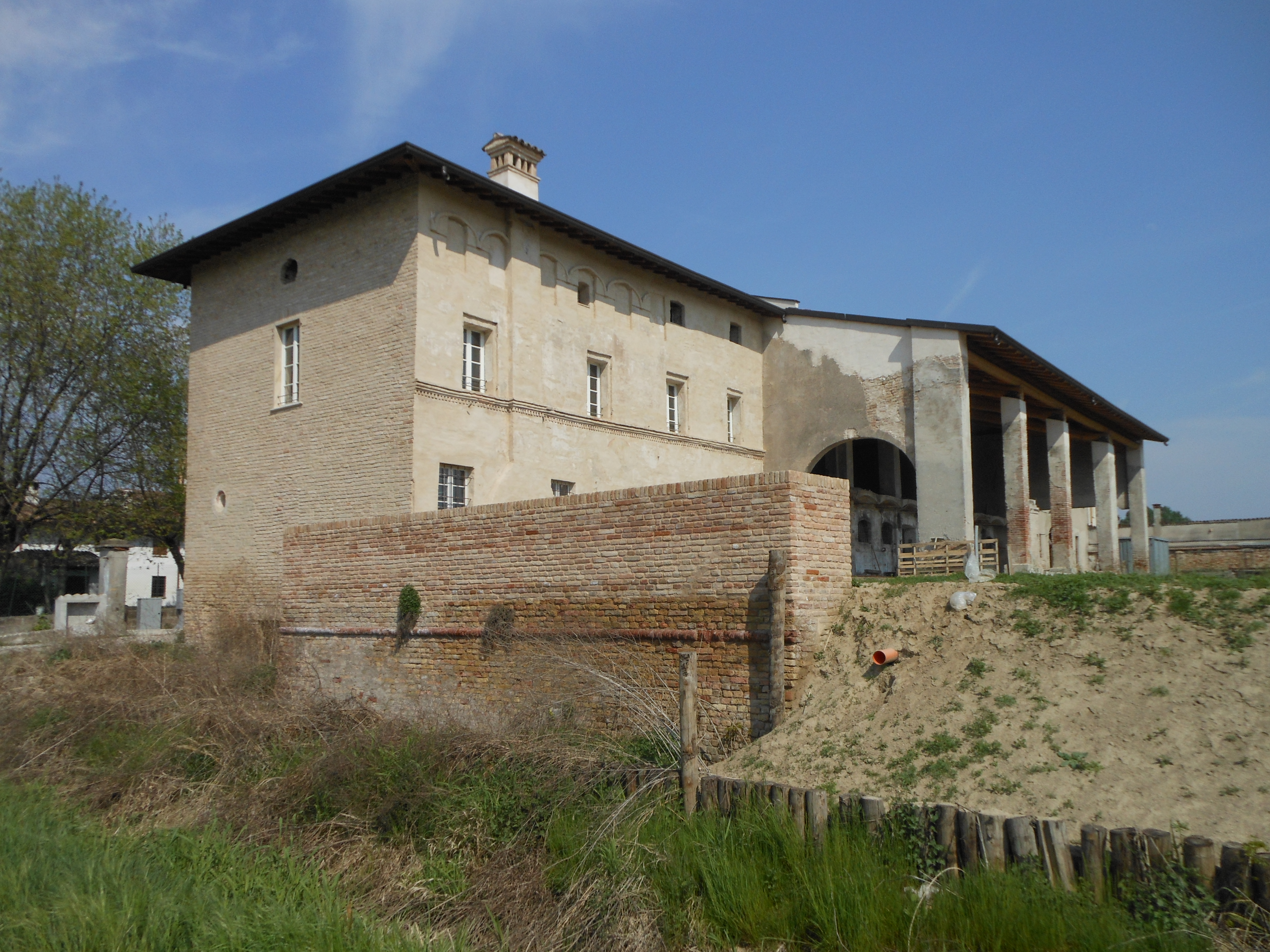
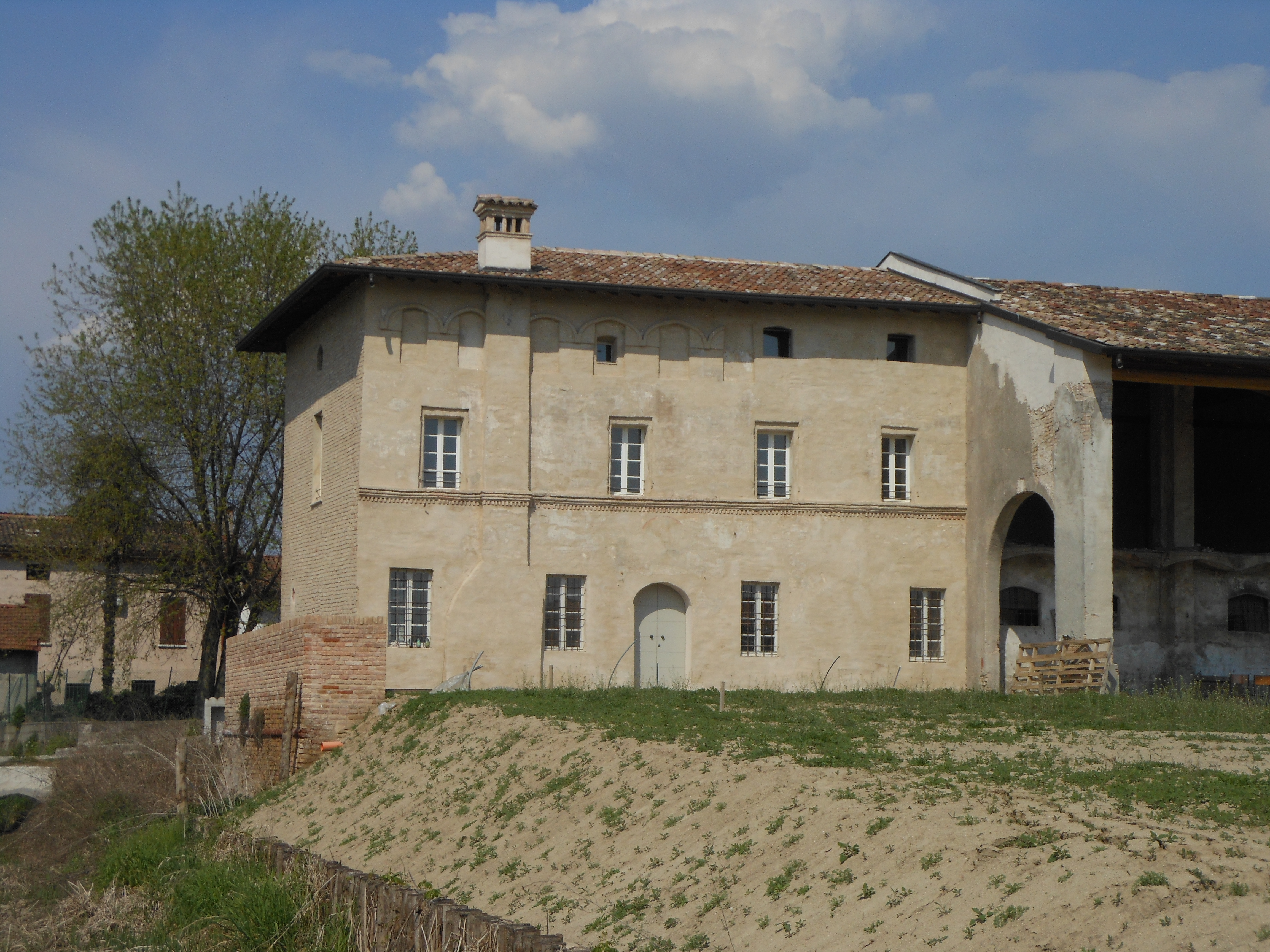